# Señales (estatua)
Señales es una escultura monumental realizada por la artista mexicana Ángela Gurría para conmemorar los Juegos Olímpicos de México 1968. La obra fue instalada en la glorieta de San Jerónimo de la Ciudad de México y fue la primera estación de la Ruta de la Amistad, un conjunto de 19 esculturas realizadas por artistas de diversas nacionalidades para celebrar los Juegos Olímpicos. La obra de Ángela Gurría fue una de las tres que representaron a México en la exposición.
La escultura consiste en dos piezas de concreto armado de 18 metros de alto con forma de cuernos, una pintada de color blanco y la otra de color negro y colocadas a la misma altura. La construcción simboliza la igualdad entre las personas y hace alusión a la expulsión de Sudáfrica de los Juegos Olímpicos en repudio a las políticas del Apartheid. La obra ha sido descrita como «una de las esculturas de arte moderno más importantes de la segunda mitad del siglo XX».
Después de los Juegos Olímpicos, la escultura fue dejada sin mantenimiento hasta el año 2006, cuando fue restaurada. En 2011 fue trasladada a la intersección del Anillo Periférico con la Avenida Insurgentes Sur, aledaña a la Ciudad Universitaria de la Universidad Nacional Autónoma de México. Su cambio de ubicación se debió a que el Patronato de la Ruta de la Amistad temía que esta escultura y otras siete más fueran dañadas por la construcción del segundo piso del Anillo Periférico.